# Supercopa do Mundo de Futsal 2014
A Supercopa do Mundo de Futsal 2014 foi a 15ª edição do troféu e a 9ª edição, desde que a competição foi reconhecida oficialmente pela FIFA. Todos os jogos foram disputados na cidade de Almaty, no Cazaquistão. A competição foi realizada nos dias 2 e 3 de outubro de 2014.

## Regulamento
As quatro equipes foram sorteadas para formar dois confrontos de semifinais realizadas no primeiro dia da Supercopa. Os vencedores destas semifinais se enfrentaram na final para decidir quem é o vencedor do torneio. Os perdedores se enfrentaram numa decisão de terceiro lugar.

## Participantes
| Clube          | Confederação     | Classificação                                         | Última participação |
| -------------- | ---------------- | ----------------------------------------------------- | ------------------- |
| Kairat Almaty  | UEFA e País-sede | Campeão da Taça da UEFA de Futsal 2012-13             | Estreante           |
| ADC Intelli    | CONMEBOL         | Campeão do Campeonato Sul-Americano de Clubes de 2013 | 2013                |
| Chonburi       | AFC              | Campeão do Campeonato Asiático de Clubes 2012-13      | Estreante           |
| Dínamo Moscovo | UEFA             | Campeão da Copa Intercontinental de Futsal 2013       | 2013                |

## Sede
A cidade de Almaty é a mais populosa do Cazaquistão. O ginásio será o Baluan Sholak Sports Palace, construído em 1967 e reformado em 2010 para os Jogos Asiáticos de Inverno de 2011.
| Almaty                                                |
| Baluan Sholak Sports Palace                           |
| Capacidade: 5 000                                     |
|                                                       |
| AlmatySupercopa do Mundo de Futsal 2014 (Cazaquistão) |

## Fase final

### Semifinais
| 2 de outubro | ADC Intelli               | 2 – 4     | Dínamo Moscovo                             | Baluan Sholak Sports Palace, Almaty |
| 18:00        | Gadeia 11' · Vinícius 30' | Relatório | Rômulo 8' · Nando 18', 40' · Fernandão 40' |                                     |

| 2 de outubro | Kairat Almaty                                                                                  | 6 – 2     | Chonburi                           | Baluan Sholak Sports Palace, Almaty |
| 20:30        | Igor 5' · Joan 11' · Caio 21' · Léo 36' · Dinmukhambet Suleimenov 40' · Alexandre Pintinho 40' | Relatório | Thueanklang 10' · Chaemcharoen 36' |                                     |

### Disputa pelo terceiro lugar
| 3 de outubro | ADC Intelli                                                                                          | 9 – 1     | Chonburi        | Baluan Sholak Sports Palace, Almaty |
| 18:00        | Caio 1' · Marinho 8' · Cabreúva 10', 18', 34' · Jackson 14' · Dieguinho 21' · Gadeia 22' · Diece 33' | Relatório | Caio 37' (g.c.) |                                     |

### Final
| 3 de outubro | Dínamo Moscovo             | 2 – 3     | Kairat Almaty               | Baluan Sholak Sports Palace, Almaty |
| 20:30        | Fernandão 20' · Rômulo 36' | Relatório | Jé 11' · Joan 24' · Léo 37' |                                     |

Nota: Horários no fuso de Almaty, no Cazaquistão. (GMT+6)
|  | Semifinais | Semifinais     | Semifinais |  |  | Final          | Final          | Final          |
|  |            |                |            |  |  |                |                |                |
|  |            | ADC Intelli    | 2          |  |  |                |                |                |
|  |            | Dínamo Moscovo | 4          |  |  |                |                |                |
|  |            |                |            |  |  |                | Dínamo Moscovo | 2              |
|  |            |                |            |  |  |                | Kairat Almaty  | 3              |
|  |            | Kairat Almaty  | 6          |  |  |                |                |                |
|  |            | Chonburi       | 2          |  |  | Terceiro lugar | Terceiro lugar | Terceiro lugar |
|  |            |                |            |  |  |                | ADC Intelli    | 9              |
|  |            |                |            |  |  |                | Chonburi       | 1              |

## Premiação
| Vencedor                |
| Cazaquistão             |
| ----------------------- |
| Kairat Almaty 1º título |